# OctaMED
OctaMED ist ein für den Amiga von Teijo Kinnunen geschriebener Tracker.
Er lädt und spielt .mod-Formate (Soundtracker-Musikmodule), hat aber auch ein eigenes Format: .med (MMD0-3).

## Entwicklungsgeschichte
Die erste Version wurde 1989 unter dem Namen MED (für „Music EDitor“) veröffentlicht. 1990 erschien eine Version mit MIDI-Unterstützung: Neben den 4 Sample-Kanälen des Amigas konnten mehrere MIDI-Spuren eingefügt werden, über welche sich dann externe Synthesizer und Sampler steuern ließen. Dies machte es möglich, MED in einer semi-professionellen Studioumgebung zu nutzen. Schon 1991 erschien dann eine Version unter dem Namen OctaMED (Octa für 8) mit einem völlig neuen Konzept:
Erstmals war es möglich, durch einen Trick 8 Kanäle (4 Stereo) über die 4 Kanäle des Amigas wiederzugeben: Dazu wurden die digitalisierten Instrumente in der Lautstärke halbiert, gemischt und ausgegeben. Spur 0 und 2 des 8-Spurformates wurden also auf dem Hardwarekanal 0 des Amigas ausgegeben, Spur 1 und 3 auf Kanal 1 und so weiter.  Der große qualitative Nachteil dieser Technik war, dass man nicht mehr die fein abgestuften Hardware-Wiedergaberaten für beide Klänge auf einem Hardwarekanal benutzen konnte. D. h. wenigstens einer der beiden Klänge musste (unter Qualitätsverlust) auf eine andere Wiedergabefrequenz umgerechnet werden. Außerdem stieß man bei der Verwendung dieses Tricks schnell an die Grenzen der Rechenleistung des Amigas.
Weitere Neuerungen des (Octa)MED-Formats gegenüber den in der Demo- und Gameszene zum Quasistandard gewordenen MODs waren variable Pattern- und Blocklängen und neue Effekte. Allerdings war MED nicht gerade sparsam, was die CPU-Last betraf; ein Grund, weshalb in der Demo- und Spieleszene weiterhin das MOD-Format verwendet wurde, und MED hauptsächlich in „Stand-Alone“-Musikproduktionen (hier in Kombination mit MIDI) Einsatz fand.
Bis zur Version 6 änderte sich am Grundprinzip der eng an das Amiga-Soundsystem gekoppelten 2 × 4 Klangkanälen nichts. Mit dem 1996 erschienenen „OctaMED Soundstudio“ hingegen wurde OctaMED mit einem Schlag sehr viel leistungsfähiger. OctaMED Soundstudio erlaubte es, bis zu 64 Spuren abzuspielen, die in Echtzeit gemischt und mit beliebiger Stereoverteilung auf die physikalisch vorhandenen Ausgabekanäle verteilt wurden (sogenannter „Mixer-Modus“). Im Gegensatz zur „Octa“-Musik mussten nun alle Klänge auf eine einzige Wiedergabefrequenz (nicht mehr eine Wiedergabefrequenz pro Spurpaar) umgerechnet werden. Prinzipiell wäre dadurch eine schlechtere Qualität zu erwarten, als bei der „Octa“-Musik, im Gegensatz zu dieser konnte man jetzt aber global hohe Abtastraten verwenden. Damit war es erstmals möglich, Musikstücke ohne Umweg über analoge Medien in Audiodaten zu verwandeln, die direkt auf CD geschrieben werden konnten.
Als Ausgabemedien wurden nun neben dem 8-Bit-Soundchip „Paula“ auch 16-Bit-Soundkarten (wie die Toccata) unterstützt. Damit war OctaMED Soundstudio der erste Tracker, der Musik in 16-Bit und 48 kHz abspielen konnte. Außerdem gab es einen „Paula 14-Bit“-Modus, bei dem die vier 8-Bit-Kanäle des Soundchips zu zwei 14-Bit-Stereokanälen zusammengefasst wurden, was eine deutlich rauschärmere Musikqualität auf Standard-Amigas ermöglichte.
Außerdem wurde das Amiga-typische Chip-RAM-Limit gesprengt: durch die Virtualisierung der Samplekanäle wurde es möglich, die Samples ins Fast-RAM des Amigas zu legen. Damit war es erstmals möglich, mehr als 2 MB (maximale Größe des DMA-fähigen Chip-RAMs) an Samples in einem Song unterzubringen. Die Samples konnten jetzt in 16-Bit, max. 48 kHz und Stereo vorliegen.
Zusammen mit der guten MIDI-Unterstützung (u. a. mit sehr guten MIDI-Sysex-Message-Fähigkeiten) konnte man mit OctaMED Soundstudio aus entsprechend ausgestatteten Amiga (mit 68030+ für die CPU-lastige Mischung der Kanäle, viel Fast-RAM für Samples, einer 16-Bit-Soundkarte und MIDI-Interface) eine leistungsfähige Musik-Workstation aufbauen.
Ende der 90er entstand, anfänglich noch durch Teijo Kinnunen, die Windows-Version, welche funktional identisch mit OctaMed Soundstudio war, aber nicht sonderlich fehlerfrei programmiert war. Seither schleppte sich die Entwicklung des Trackers und aus OctaMED wurde MED Soundstudio. In den Jahren bis 2006 versuchte sich eine Vielzahl von Programmierern am Projekt von RBF Software (der englische Vertrieb seit den Amiga-Tagen) ohne merkliche Fortschritte.
Die aktuellen Windows-Version 2.1 (Stand 2014) steht auf der Webseite von RBF-Software als Trial-Version zum Download bereit.
Auch für den Amiga sollte es eine Version 2 geben und eine Testversion war auch kurze Zeit verfügbar. Doch auch hier scheint die Entwicklung nicht fortgesetzt worden zu sein.
Mittlerweile hat die Zeit MED Soundstudio weit überholt. Professionelle Tracker, u. a. mit exzellenter MIDI-Unterstützung, sind zahlreich für PC und MAC verfügbar (z. B. Renoise, Aodix, MadTracker, Jeskola Buzz).